# Daisy Gräfin von Arnim
Daisy Gräfin von Arnim, geb. Daisy von Löbbecke (* 1960 in Bremen) ist eine deutsche Autorin und Unternehmerin.

## Leben
Daisy Gräfin von Arnim ist eine Tochter des Pfarrers und Maj. i. G. Franz-Josef von Löbbecke aus Alt-Jägel in Schlesien und der Irmgard von Maltzahn aus dem vorpommerschen Vanselow, die aus Schlesien vertrieben von Mecklenburg nach Niedersachsen flüchtete. Sie besuchte Schulen in Ahlhorn und Wilhelmshaven, studierte in Tübingen und arbeitete als Buchhändlerin in Göttingen und als Sekretärin in Helmstedt. Zur Zeit der Wende lebte sie in England.
Mit ihrem Mann Michael Graf von Arnim lebt sie seit 1995 in dem früher zur Herrschaft Boitzenburg gehörenden Gutshaus Lichtenhain, wo sie im Jahre 2000 mit dem Aufbau einer Apfelmosterei begann und inzwischen neben der Mosterei ein Café, einen Hofladen und Ferienwohnungen betreibt.
Sie ist Autorin etlicher Bücher mit vor allem biographischem und geistlichem Inhalt. Sie tritt auf kirchlichen Veranstaltungen auf, etwa im Jahre 2013 neben Günther Beckstein als Referentin der 7. Weimarer Bibellesung.

## Ehrungen
- 2023: Wertepreis für christliche Führungskräfte des KCF[9]

## Veröffentlichungen
- Gutshäuser und Schlösser in der Uckermark (mehrteiliges Werk; Fotos: Nils Aschenbeck), Verlag Aschenbeck, Bremen:
  - Teil 1: Gutshäuser und Schlösser in der Uckermark, 2008, ISBN 978-3-939401-59-9.
  - Teil 2: Gutshäuser und Schlösser in der Uckermark, 2009, ISBN 978-3-939401-49-0.
- Die Apfelgräfin (mit Kathrin Schultheis), Verlag der Francke-Buchhandlung, Marburg 2010, ISBN 978-3-86827-151-5.
- Himmlische Köstlichkeiten: Zu Gast bei der Apfelgräfin, Verlag der Francke-Buchhandlung, Marburg 2010, ISBN 978-3-86827-196-6.
- Von Herzen, Ihre Daisy von Arnim, Verlag der Francke-Buchhandlung, Marburg 2012, ISBN 978-3-86827-343-4.
- Mit der Apfelgräfin durch das Jahr: Landleben damals & heute, Verlag der Francke-Buchhandlung, Marburg 2013, ISBN 978-3-86827-389-2.
- Wunder in meinem Leben, Verlag der Francke-Buchhandlung, Marburg 2015, ISBN 978-3-86827-525-4.
- Ich schenke euch ein neues Herz, Verlag der Francke-Buchhandlung, Marburg 2016, ISBN 978-3-86827-608-4.
- Einfach anfangen! 15 Unternehmerinnen im Porträt, Verlag der Francke-Buchhandlung, Marburg 2017, ISBN 978-3-86827-635-0.
- Meine liebsten himmlischen Köstlichkeiten (Kochbuch), Verlag der Francke-Buchhandlung, Marburg 2018, ISBN 978-3-86827-702-9.
- Zu Hause bei der Apfelgräfin, Verlag der Francke-Buchhandlung, Marburg 2022, ISBN 978-3-96362-254-0.
- Mit Herz und Hingabe arbeiten. Von der Freude am Schaffen und Gestalten, SCM Verlag, Witten 2024, ISBN 978-3-7893-9913-8.